# Steinkreuz (Großerkmannsdorf)

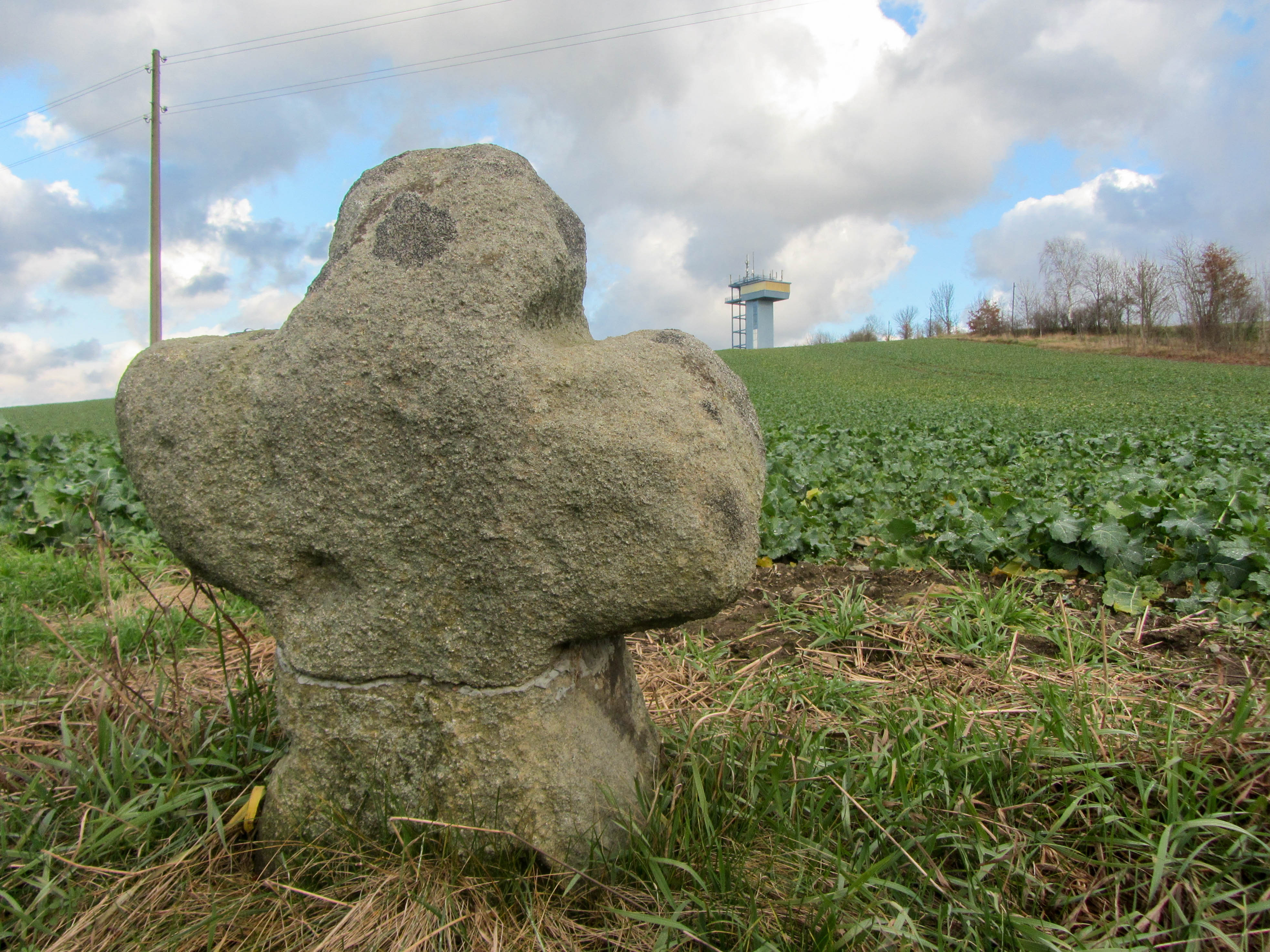
Steinkreuz Großerkmannsdorf

Das Steinkreuz Großerkmannsdorf, auch als Sühne- oder Mordkreuz bezeichnet, befindet sich an der S 181 zwischen Großerkmannsdorf und Radeberg.

## Ausführung und Standort
Das Kreuz besteht aus Sandstein, ist etwa 90 cm hoch, 58 cm breit und 27 cm tief. Es weist starke Verwitterungsspuren auf. An verschiedenen Stellen des Kreuzes sind künstliche Vertiefungen, sogenannte Näpfchen zu finden.
Der Standort des Kreuzes wurde im Laufe der Zeit mehrfach verändert. Bis 1923 ist es innerhalb des Ortes nachgewiesen, danach galt es bis in die 1950er Jahre als verschollen. Wahrscheinlich wurde es vergraben, um einen Fluch zu bannen, der auf ihm liegen sollte. 1956 wurde es beim Pflügen eines Feldes wiedergefunden und durch den Kulturbund der DDR wieder aufgestellt. Bei Straßenbauarbeiten wurde das Kreuz 1970 stark beschädigt, im August 1971 wurde es restauriert und am heutigen Standort, unweit der Zufahrt des Funkturms Großerkmannsdorf, aufgestellt.

## Legende
Der Legende nach erinnert das Steinkreuz an einen Mord, der sich im Jahr 1634 ereignete. In Radeberg befand sich seit dem 15. Jahrhundert eine Zollstätte für Salztransporte zwischen dem Kurfürstentum Sachsen und der Lausitz. Am 2. April 1634 passierte ein Tross salzbeladener Pferdewagen die Zollgrenze. Die Wagen wurden von einem Kornett der Kaiserlichen Armee angeführt und von bewaffneten Soldaten und Radeberger Bürgern begleitet. In einem Waldstück bei Großerkmannsdorf lauerten mehrere bewaffnete Bauern des Dorfes unter Führung des Erbrichters Michael Merkel dem Transport auf und versuchten, diesen zu überfallen. Beim Zusammenstoß der beiden Seiten wurde Merkel durch einen Schuss des Kornetts so schwer verwundet, dass er am 13. April 1634 starb. An seinen Tod soll der Sage nach das Steinkreuz erinnern. Die bewaffnete Auseinandersetzung und der Tod Michael Merkels sind im Großerkmannsdorfer Kirchenbuch überliefert, allerdings ohne einen konkreten Verweis auf das Kreuz.